# Parafia św. Stanisława Biskupa i Męczennika w Dąbrowie Wielkiej
Zasugerowano, aby wydzielić z tego artykułu informacje nt. kościoła do artykułu [[{{{1}}}]].
Parafia pw. św. Stanisława Biskupa i Męczennika w Dąbrowie Wielkiej – rzymskokatolicka parafia należąca do dekanatu wysokomazowieckiego, diecezji łomżyńskiej, metropolii białostockiej. Siedziba parafii mieści się w Dąbrowie Wielkiej. Została erygowana w 1423 r.

## Budowle parafialne
Kościół parafialny
W latach 1883–1889 z fundacji parafian i Stanisława Kierznowskiego zbudowano obecny kościół w Dąbrowie Wielkiej pw. św. Stanisława BM, według projektu arch. Józefa Piusa Dziekońskiego i Stanisława Kucharzewskiego. Kościół został konsekrowany 2 czerwca 1925 przez biskupa Romualda Jałbrzykowskiego. W 1944 r. wskutek wysadzenia wież zniszczono fasadę i pd. przęsło nawy. Został odbudowany w latach 1947–60. Jego fasada jest zwrócona na południe. W latach 1995–2000 uzupełniono wyposażenie kościoła i wykonano ogrzewanie. Obecny kościół jest w stylu neogotyckim, z romańskimi detalami architektonicznymi.
Dawne świątynie
- Kościół w Długiej Dąbrowie został założony w 1423 r. w czasach biskupa łuckiego Andrzeja Spławskiego[2]. Fundatorami kościoła w Długiej Dąbrowie byli przedstawiciele trzech rodzin – bracia: Stanisław, Piotr, Bogusław i Falisław; Jan ze swymi bratankami oraz Mścisław, Maciej i Paweł, dziedzic w Długiej Dąbrowie. Wymienieni zostali także dziedzice dziesięciu wsi szlacheckich, którzy mieli przynależeć do nowo powstałej parafii: Miodusy, Kaczyno, Święcko, Brzóski, Średnica, Mystki, Włosty, Plewki, Gierałty i Szepietowo. Nowy kościół otrzymał wezwanie Zwiastowania NMP, św. św. Anny, Katarzyny, Stanisława i Mikołaja. W latach 1476–79 plebanem w Długiej Dąbrowie był ks. Marcin[3].

- Ostatni drewniany kościół z końca XVII w. służył wiernym do czasu zbudowania nowego, murowanego kościoła[1].

Plebania
Murowana plebania, wybudowana w 1939, jest wpisana do rejestru zabytków.

## Zasięg parafii
Do parafii należą wierni z następujących miejscowości: Dąbrowa Wielka, Dąbrowa-Bybytki, Dąbrowa-Cherubiny, Dąbrowa-Dołęgi, Dąbrowa-Dzięciel, Dąbrowa-Gogole, Dąbrowa-Kaski, Dąbrowa-Kity, Dąbrowa-Łazy, Dąbrowa-Michałki, Dąbrowa-Moczydły, Dąbrowa-Nowa Wieś, Dąbrowa-Szatanki, Dąbrowa-Tworki, Dąbrowa-Wilki, Dąbrowa-Zabłotne, Kaczyn-Herbasy, Kaczyn Stary, Kamień-Rupie, Stary Kamień, Szepietowo-Żaki, Święck-Strumiany, Święck Wielki, Święck-Nowiny, Trzeciny, Wólka Duża i Wólka Mała.

## Dokumenty parafialne
Księgi metrykalne
Zachowane księgi metrykalne z parafii Dąbrowa Wielka są opracowywane w formie bazy indeksów nazwisk i udostępniane w formie internetowej wyszukiwarki nazwisk przez grupę projektpodlasie.
| Liber Baptisatorum | 1703–1724, 1770–1905, 1910–1913 |
| Liber Copulatorum  | 1700–1919                       |
| Liber Mortuorum    | 1745–1911                       |

## Duszpasterze

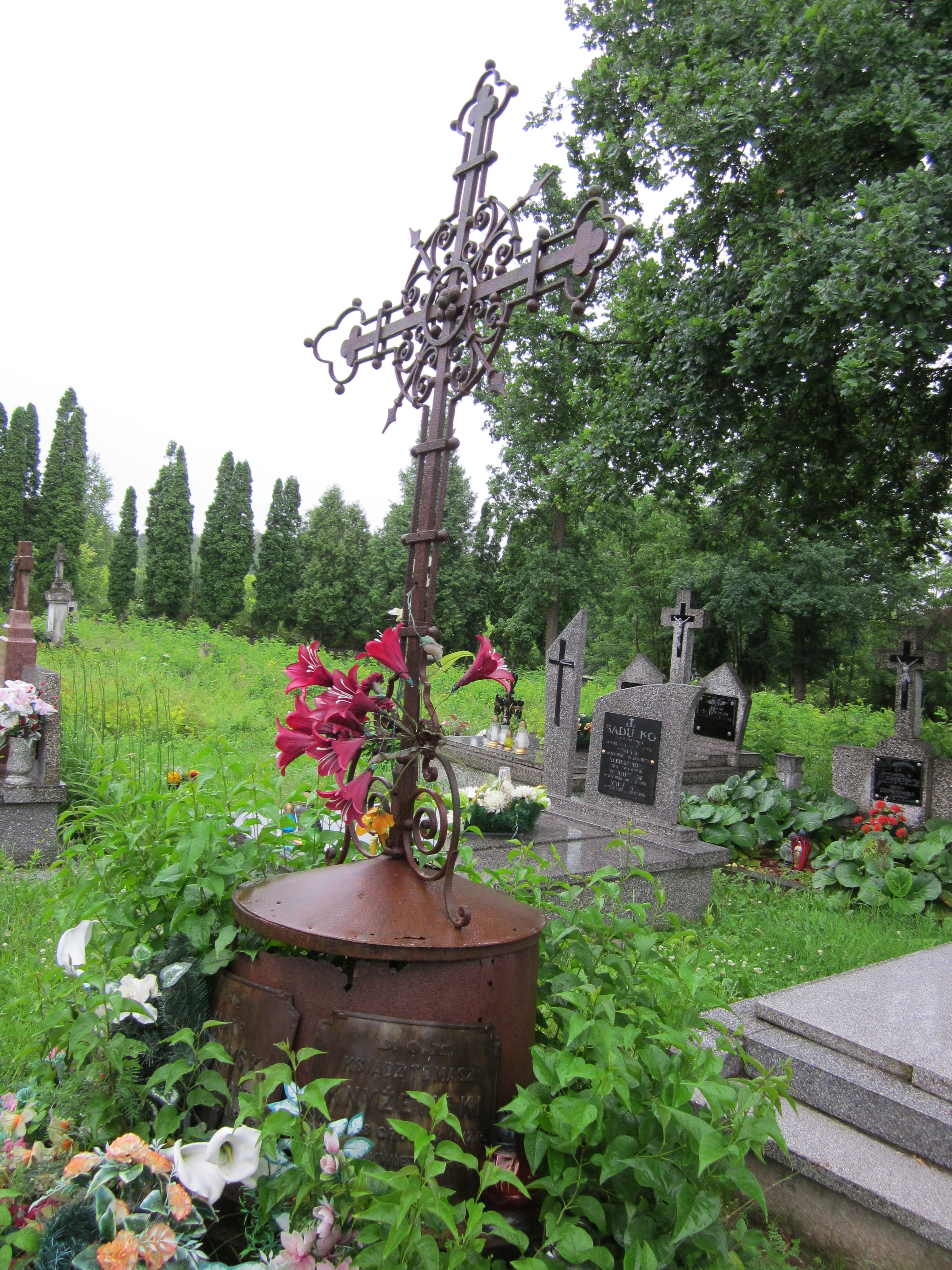
Nagrobek ks. Tomasza Knyżewskiego

Proboszczowie pracujący w parafii (od roku 1476)
- ks. Marcin (1476-1479)
- ks. Mikołaj Rapaczki (16.01.1542)
- ks. Franciszek Dąbrowski zm. 4.01.1750
- ks. Leopold Antoni Dąbrowski (2.02.1750), zm. 19.03.1785
- ks. Paweł Jabłoński zm. 5.05.1774 – pełnił dwa lata funkcję tym. prob.
- ks. Mateusz Dąbrowski zm. 12.10.1813[8].
- ks. Stanisław Kruszewski (1824)
- ks. Jan Sieczkowski (1847,1865)[9].
- ks. Tomasz Knyżewski  zm. 6.04.1887 r.
- ks. Józef Władysław Ciszewski zm. 27.01.1902
- ks. Bernard Włostowski  ? zm. 13.12.1917
- ks. Ignacy Mioduszewski zm. 4.12.1922
- ks. Franciszek Sokołowski (1923-1937)  zm. 11.11.1936
- ks. Zygmunt Skarżynski (1937-1941)
- ks. Franciszek Łapiński (1941-1947)
- ks. Jan Idźkowski (1947-1978)
- ks. Roman Pogonowski (1978-1993), zm. 12.08.1996
- ks. Jerzy Średnicki (1993-2006)[10].
- ks. Antoni Mierzejewski (2006-2013)
- ks. Wiesław Pac  (2013-2016)
- ks. Andrzej Stypułkowski od 2016

Wikariusze
- ks. Tomasz Knyżewski  (Krzyżewski) (1847), zm. 6.04.1887 r.
- ks. Leopold Podsiada (19.02.1880)
- ks. Franciszek Dąbrowski zm. 4.01.1750
- ks. Barnaba Mystkowski (1883-1888, 1887)  zm. 25.05.1891 lub 5.06.1891[11].
- ks. Edward Polak (1933)

## Galeria

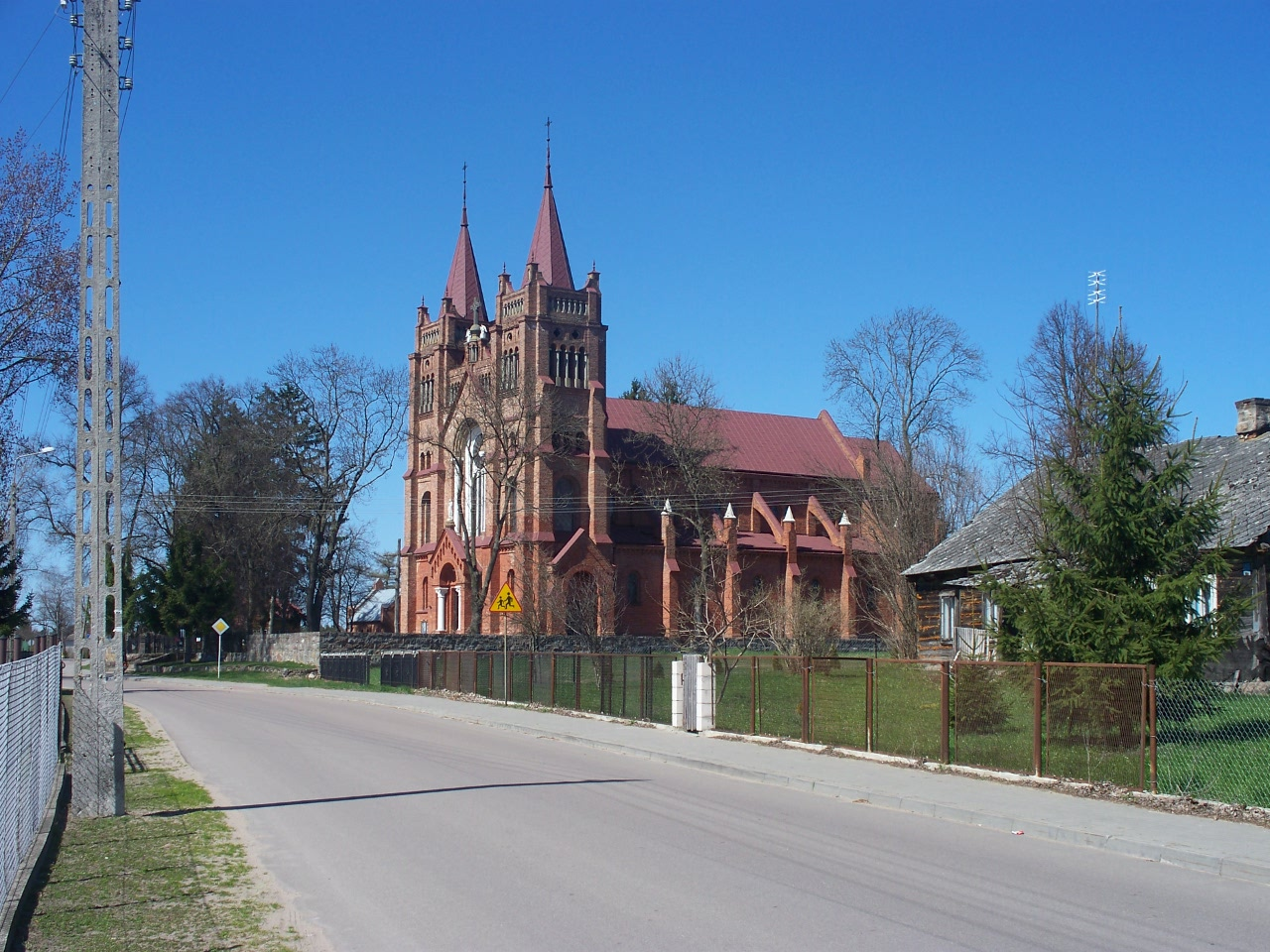
Kościół parafialny
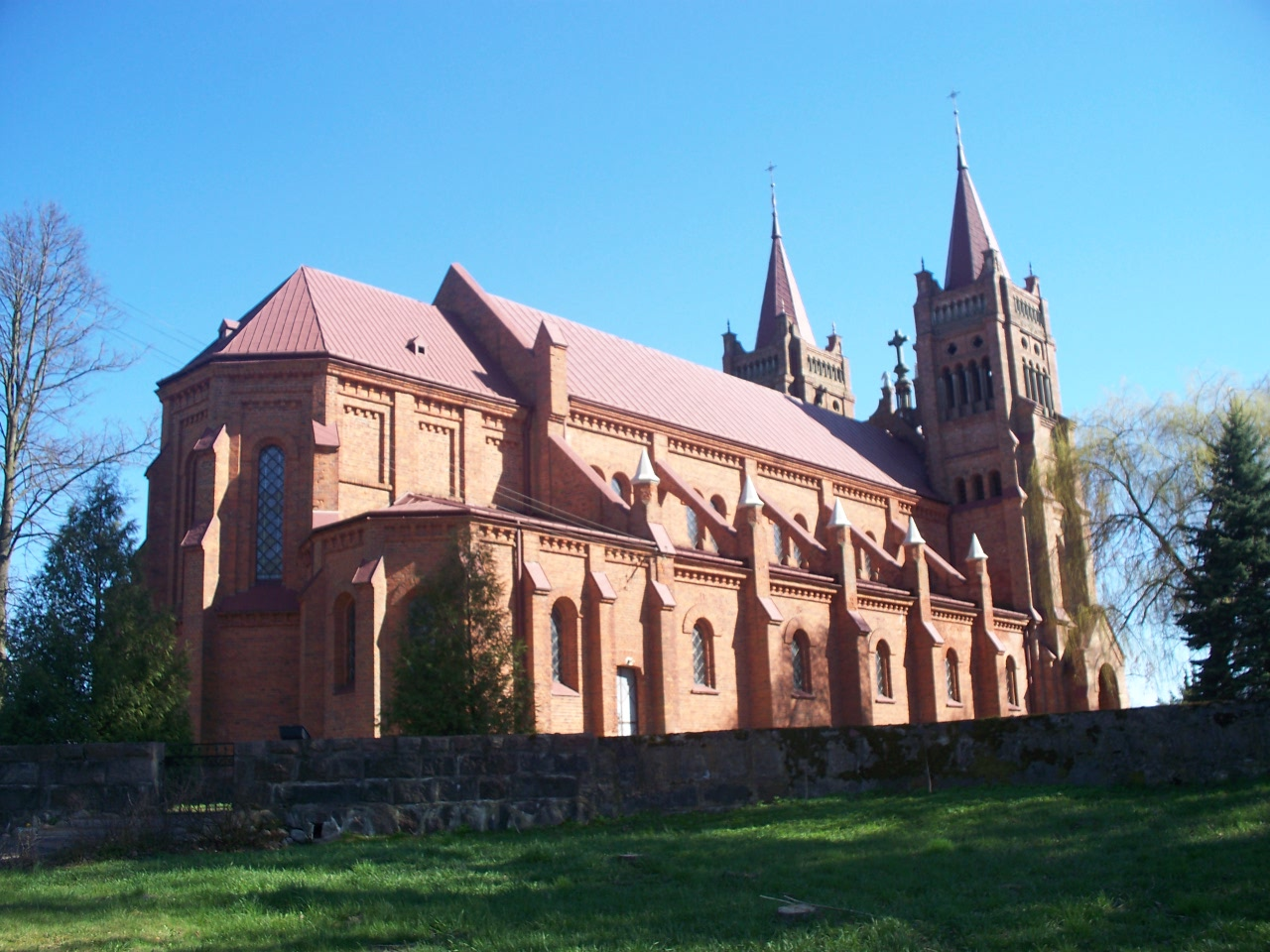
Kościół parafialny
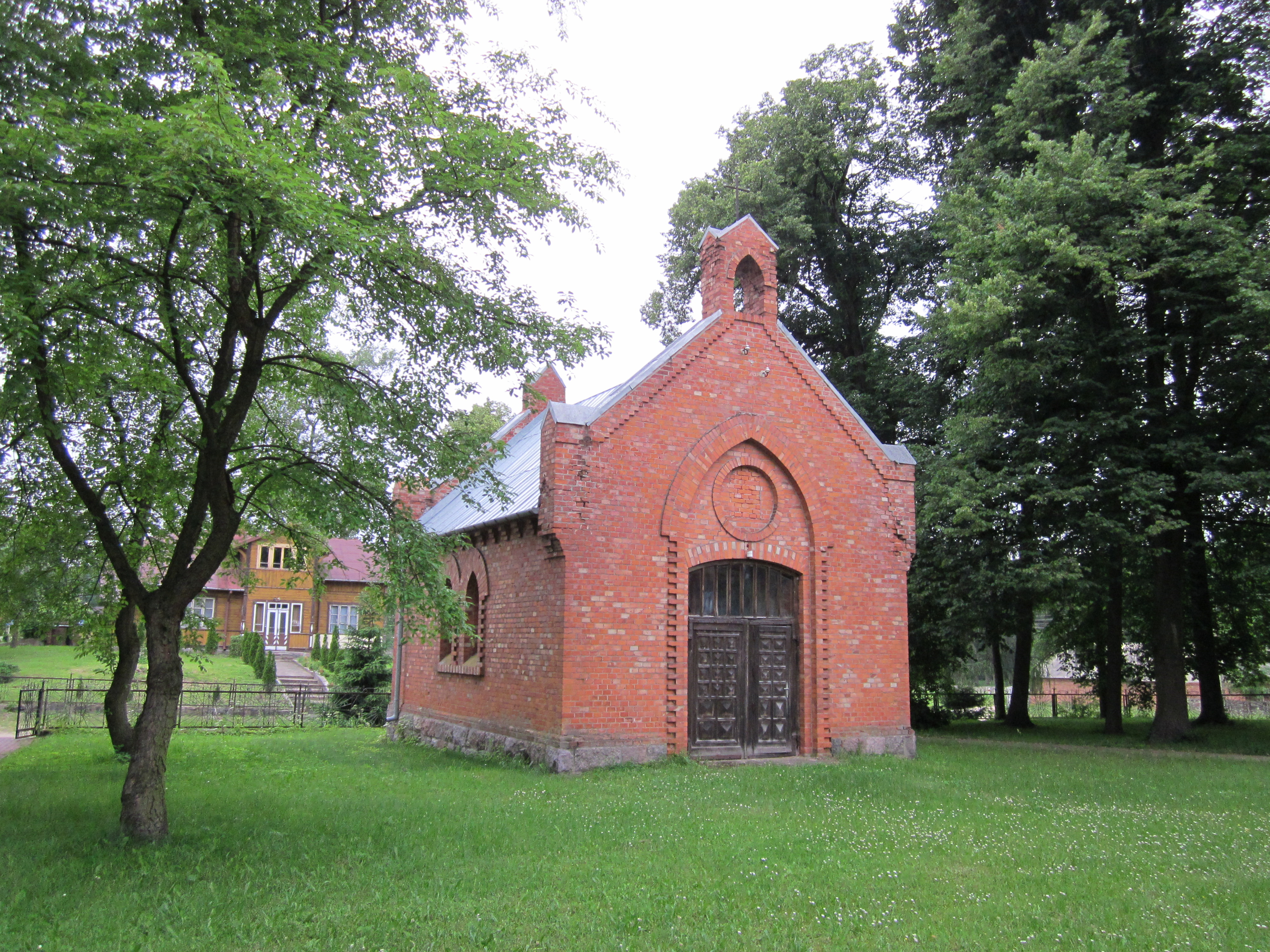
Kaplica
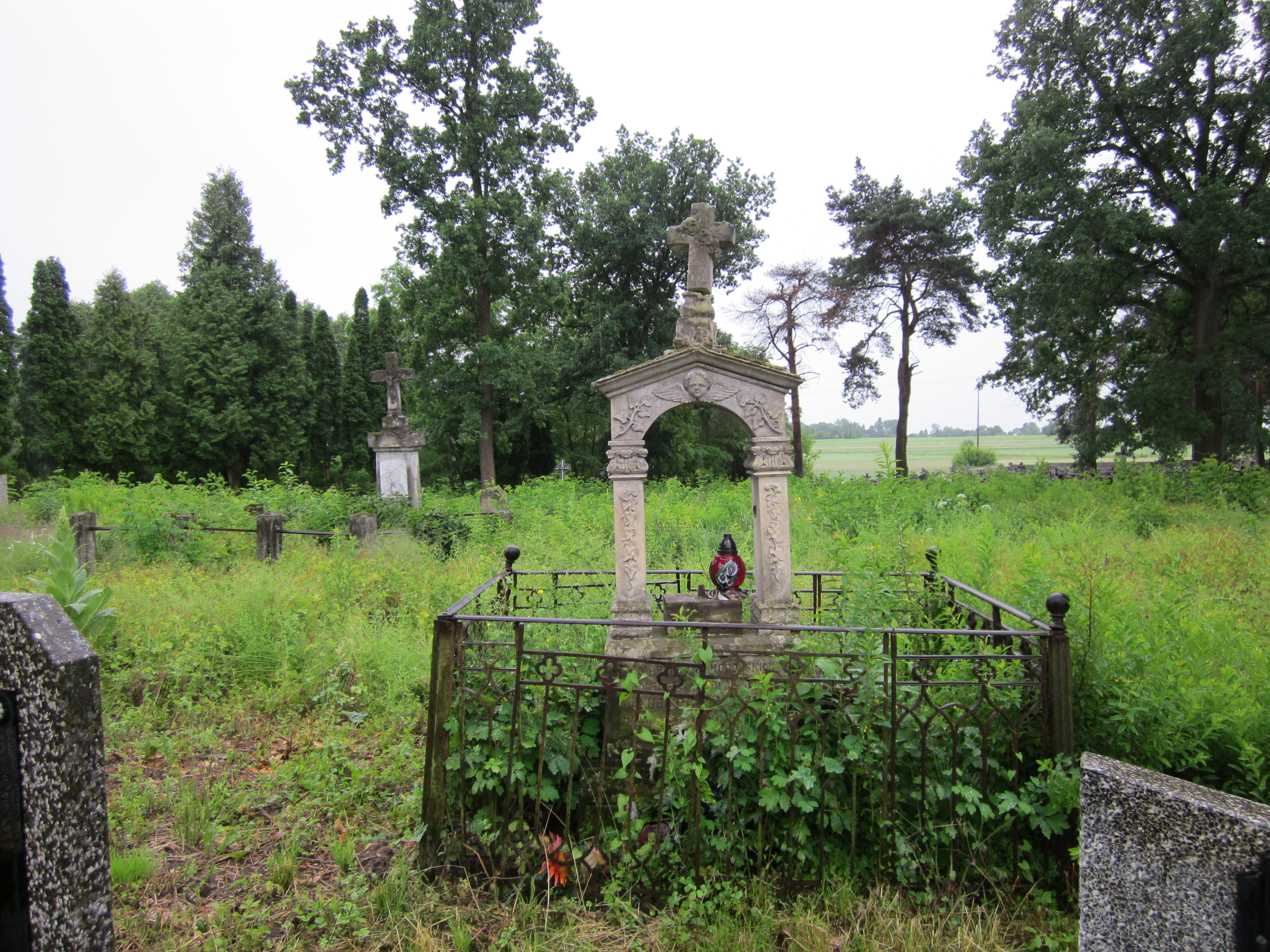
Zabytkowe nagrobki